# 園芸作物
園芸作物（えんげいさくもつ）とは広義の農作物のうちの1つで、花卉、野菜、果樹を指す。

## 園芸作物の分類
- 果樹：食用にする果実をつける木本植物。（カンキツ、リンゴ、ブドウなど）
- 野菜：食用に栽培される草本植物。（キャベツ、ダイコン、トマトなど）
- 花卉：観賞用に栽培される植物。（キク、カーネーション、バラなど）

## 注意点
トウモロコシや豆類・イモ類を野菜でなく普通作物に分けられる。キノコは林業の特用林産物の扱いになる。またスイカ・イチゴ・メロンは草本の果実であることから野菜の扱いになる。